# 村上通康
村上通康（1519年—1567年11月23日），日本戰國時代於伊予國的武將。河野氏家臣。村上水軍（來島水軍）的大將。來島城城主。
以來島通康一名而為人所知，不過實際上，改姓來島氏的是四男通總仕於豐臣秀吉以後的事，通康自身並無以來島氏為姓。

## 生平
在永正16年（1519年）出生。在年幼時期，正岡氏、重見氏等有力國人在府中（現今愛媛縣今治市）持續反亂，而在鎮壓當地勢力後，來島村上氏成為府中方面的最有力者。
天文10年（1541年），在伊予國一之宮的大山祇神社大三島被大內水軍襲撃。受河野氏當主河野通直之命，與得居、平岡、今岡等警固眾一同出陣，並得到能島村上氏的援軍，於是與神官大祝氏等人一同撃退大內水軍。
受通直深厚信任，並成為其女婿。在通直與兒子晴通對立時，投向通直，被選為河野氏的家督繼承者，不過因為河野氏家臣團多數支持晴通，於是與通直一同逃到湯築城。居城來島城被攻撃，不過成功堅守，並與河野氏家臣達成和睦。雖然沒能成為後繼者，不過作為河野一族，被允許使用河野氏的家紋和改姓越智氏。
在通宣時期，在河野氏的內政、外交、軍事各方面都是重臣，亦負責與室町幕府和周邊勢力聯絡。
弘治元年（1555年），毛利元就與陶晴賢在嚴島戰鬥時（嚴島之戰），率領旗下水軍支援毛利軍（一說指並無參戰）。此後，積極協力元就，率領水軍與大內氏、大友氏戰鬥。
永祿10年（1567年），與伊予宇都宮氏戰鬥時，突然發病，於是返回湯築城，不過沒能痊癒，並在10月23日死去。此前，向元就請求支援河野氏，元就因為嚴島之戰的恩義而向伊予派遣援軍，毛利軍以小早川隆景為中心，登陸伊予，擊破宇都宮豐綱和土佐一條氏。

## 家臣團
- 村上吉繼—河內守，伊予國甘崎城（日语：甘崎城）城主。作為河野氏的主力，與一條氏的戰鬥，亦有參與第一次木津川口之戰。
- 村上吉鄉—越後守。
- 原興生—豐前守。

## 子孫
死後，其中1個女兒嫁予穗井田元清，誕下兒子毛利秀元，秀元在後來成為大名。而直系的來島長親亦在江戶時代成為大名。

## 逸話
- 不只擅於水戰，亦在陸戰中有許多武勇表現。在重見氏的戰鬥中，曾被敵將以槍刺穿鎧甲而受傷，卻反而殺死敵將；在得知友方古河內氏的首級被敵將取去後，衝入敵陣並奪回首級；在宇和島的合戰中，率先突入敵陣，勇名遠播。

- 根據『予陽河野家譜』記載，在河野通直與兒子晴通爭鬥時，居地被家臣團攻擊，此時阻止打算自殺的通直，並親自背其離開，並在居城來島城（日语：来島城）堅守。

## 外部連結
- 武家家伝＿久留島氏 （页面存档备份，存于）